# Dasysternum glaciale
Dasysternum glaciale là một loài bướm đêm trong họ Noctuidae.